# 19008 Kristibutler
19008 Kristibutler (2000 RV70) là một tiểu hành tinh vành đai chính được phát hiện ngày 2 tháng 9 năm 2000 bởi nhóm nghiên cứu tiểu hành tinh gần Trái Đất phòng thí nghiệm Lincoln ở Socorro.